# Owen Paterson (homme politique)
Pour les articles homonymes, voir Paterson.
Owen Paterson, né le 24 juin 1956 à Whitchurch (Shropshire), est un homme politique britannique.
Il est secrétaire d'État pour l'Irlande du Nord dans le gouvernement Cameron du 12 mai 2010 au 4 septembre 2012, puis secrétaire d'État à l'Environnement, à l'Alimentation et aux Affaires rurales jusqu'au 4 juillet 2014.

## Biographie
Il fait des études d'histoire au Corpus Christi College de l'université de Cambridge, puis à l'université de Northampton. Il entre en 1979 dans l'industrie des cuirs et peaux.

### Carrière politique
Il est élu en 1997 au Parlement britannique en représentant la circonscription du North Shropshire, historiquement acquise aux conservateurs, à la Chambre des communes.
De 2005 à 2010, il est successivement ministre des Transports et secrétaire d'État pour l'Irlande du Nord dans le cabinet fantôme (Shadow cabinet). En mai 2010, il est nommé secrétaire d'État pour l'Irlande du Nord dans le gouvernement de coalition puis en septembre 2012, secrétaire d'État pour l'Environnement, l'Alimentation et les Affaires rurales. Il est partisan de l'exploitation du gaz de schiste britannique et de la culture des OGM.
En 2012, Owen Paterson s'est déclaré opposé au mariage homosexuel. Il prend la tête en 2014 du think tank UK 2020.
En 2014, il fonde l'UK2020, un think tank et groupe de pression faisant partie d'un réseau d'organisations classées à droite sur l'échiquier politique (tendance libertarienne), pour la plupart climatosceptique et europhobes (pro-Brexit), tous basées à Westminster (Londres) dans la maison du 55 Tufton Street où selon le lanceur d'alerte Shahmir Sanni et d'autres (notamment le site Open Democracy), ils ont en secret, « coordonné leur travail, donnant l'impression qu'au Royaume-Uni, des personnes et entités différentes arrivent spontanément à de mêmes conclusions ». Shahmir Sanni montré que neuf organisations au moins ont, à partir de cette même adresse, conduit une campagne coordonnée pour un « Brexit dur » en s'accordant sur un « ensemble unique des points de discussion de droite »,. Ils ont aussi pu s'appuyer sur d'autres think tanks (basés dans la même rue aux numéros 11 et 57) et sur des réseaux tels que le réseau Atlas dont la plupart faisaient ou font encore partie.

### Scandale de lobbying et démission
Il démissionne de son mandat de député le 4 novembre 2021 après avoir été mis en cause pour manquement aux règles déontologiques de la Chambre des Communes.
Il a été rémunéré 9 000 livres sterling par mois par deux sociétés pour plaider leur cause auprès du gouvernement, ce qui constitue une violation des règles du lobbying.
Le premier ministre Boris Johnson, dont il est proche, était personnellement intervenu pour tenter de lui éviter toute sanction, provoquant une polémique.